# 2013 în știință
În 2013 au avut loc o serie de evenimente științifice importante, printre care descoperirea a numeroase exoplanete asemănătoare Pământului, dezvoltarea de urechi, dinți, ficat și vase de sânge viabile crescute în laborator și intrarea în atmosferă a celui mai distructiv meteorit din 1908 încoace. De asemenea, anul a fost marcat de noi tratamente de succes pentru boli precum HIV, sindromul Usher și leucodistrofia, precum și de o expansiune majoră a utilizării și capacităților unor tehnologii precum imprimarea 3D și mașinile autonome.
Organizația Națiunilor Unite a desemnat anul 2013 drept Anul internațional al cooperării în domeniul apei.

## Evenimente

### Ianuarie

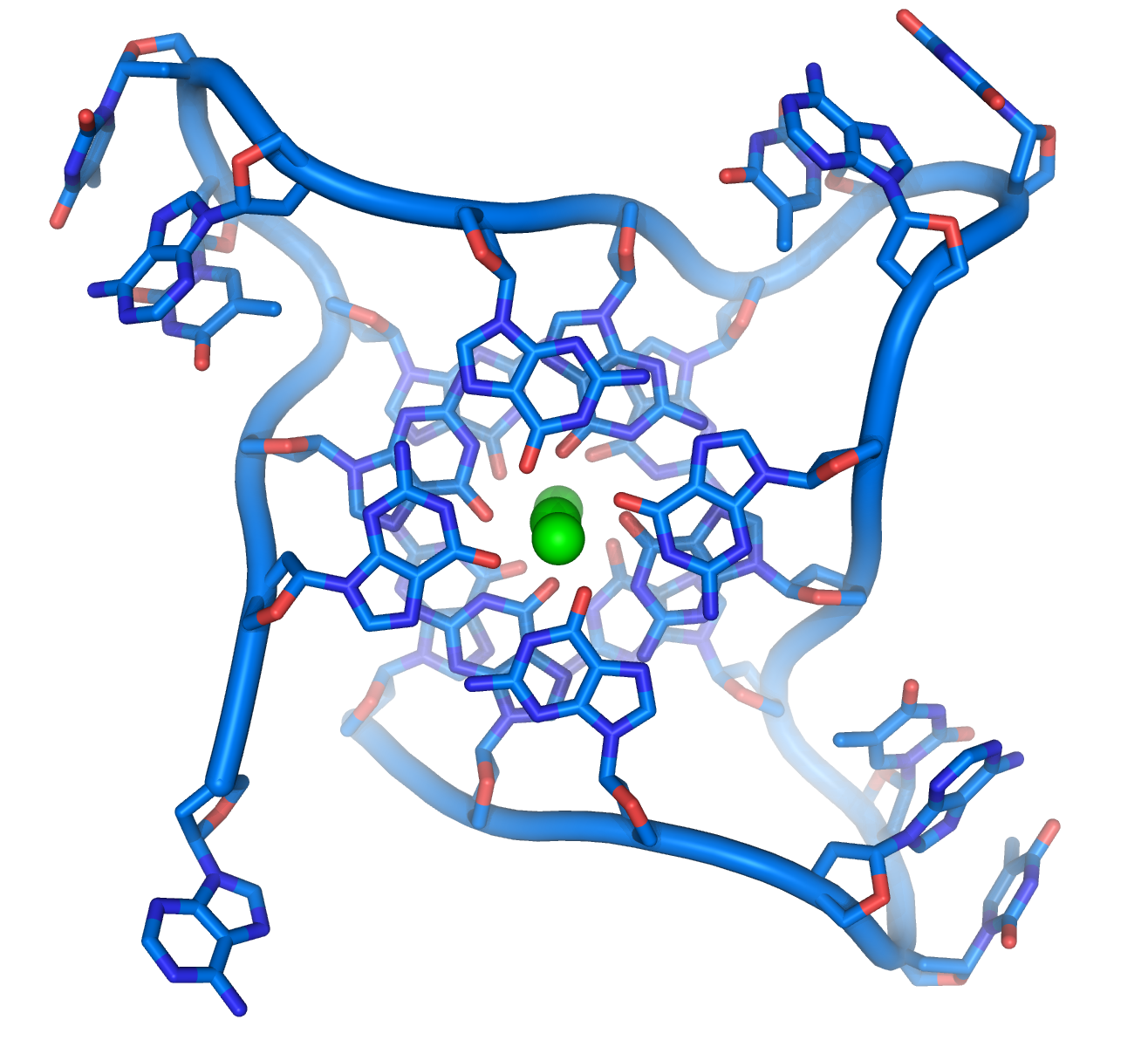
20 ianuarie: Oamenii de știință dovedesc că ADN-ul cu patru elici este prezent în celulele umane

- 2 ianuarie – LG Electronics lansează prima televiziune comercială cu OLED. Ecranele OLED sunt mai subțiri, mai eficiente și sunt capabile să afișeze imagini de înaltă rezoluție față de LCD-urile convenționale și plasmele.[2]
- 4 ianuarie – În Marea Britanie, prima operație de transplant de mână a fost realizată cu succes.[3]
- 9 ianuarie – Cercetătorii britanici și canadieni creează un computer tabletă la fel de subțire și flexibilă ca hârtia.[4][5]
- 11 ianuarie
  - Noi observații de înaltă precizie ale asteroidului 99942 Apophis dezvăluie că este aproape sigur că asteroidul nu va lovi Pământul în 2036, în ciuda preocupărilor științifice anterioare asupra traiectoriei sale.[6]
  - Astronomii americani au stabilit că galaxia NGC 6872 este cea mai mare galaxie spirală cunoscută până în prezent.[7]
- 20 ianuarie – Oamenii de știință dovedesc că ADN-ul cu patru elici este prezent în celulele umane.[8]
- 27 ianuarie – Asteroidul 274301, un asteroid din centura principală, este redenumit oficial „Wikipedia” de către Comitetul pentru Nomenclatura Corpurilor Mici.[9]

### Februarie
- 15 februarie

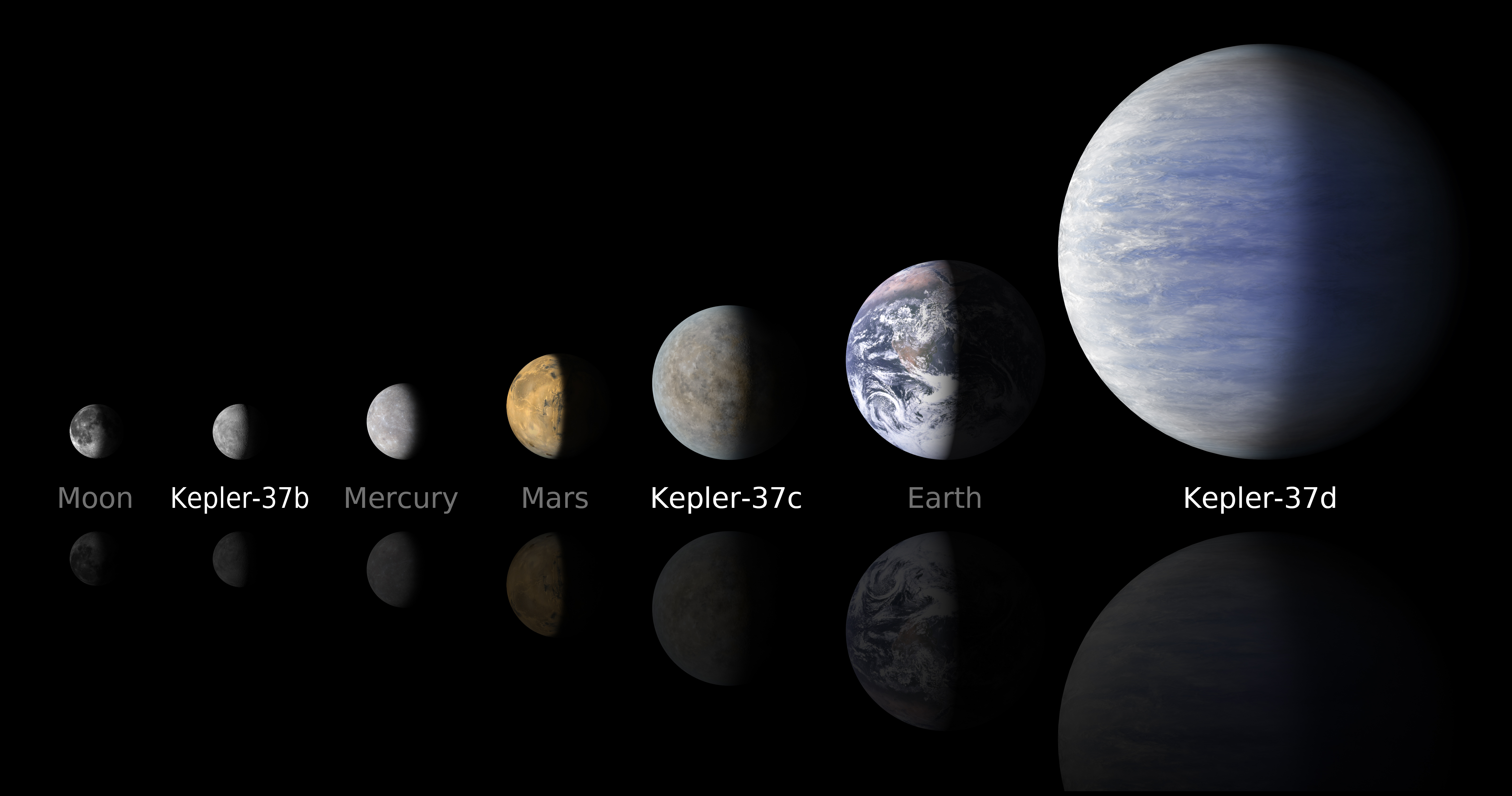
20 februarie: Astronomii descoperă cea mai mică exoplanetă până în prezent, Kepler-37b (a doua din stânga).

  - Un meteorit de 10 tone se prăbușește în Chelyabinsk, Rusia, producând o undă de șoc puternică și rănind peste 1.000 de oameni.[10][11]
  - Asteroidul DA14 2012, care are o masă în jur de 130.000 de tone, trece la o distanță de 27.000 de kilometri de suprafața Pământului, un record pentru un asteroid mare.[12]
- 20 februarie – NASA raportează descoperirea Kepler-37b, cea mai mică exoplanetă cunoscută, având aproximativ dimensiunea Lunii.[13]
- 21 februarie – Un studiu constată că bondarii pot simți câmpurile electrice din jurul florilor.[14]
- 24 februarie – Oamenii de știință anunță că au găsit fragmente din Rodinia, un supercontinent „pierdut”, în ceea ce este acum Oceanul Indian.[15]
- 27 februarie – Astronomii folosesc satelitul NuSTAR pentru a măsura cu precizie rotirea unei găuri negre supermasive, raportând că suprafața sa se învârte aproape la viteza luminii.[16]
- 28 februarie
  - Un studiu găsește legături genetice comune între cinci tulburări psihiatrice majore: autism, ADHD, tulburare bipolară, depresie și schizofrenie.[17]
  - O a treia centură de radiații este descoperită în jurul Pământului.[18]

### Martie

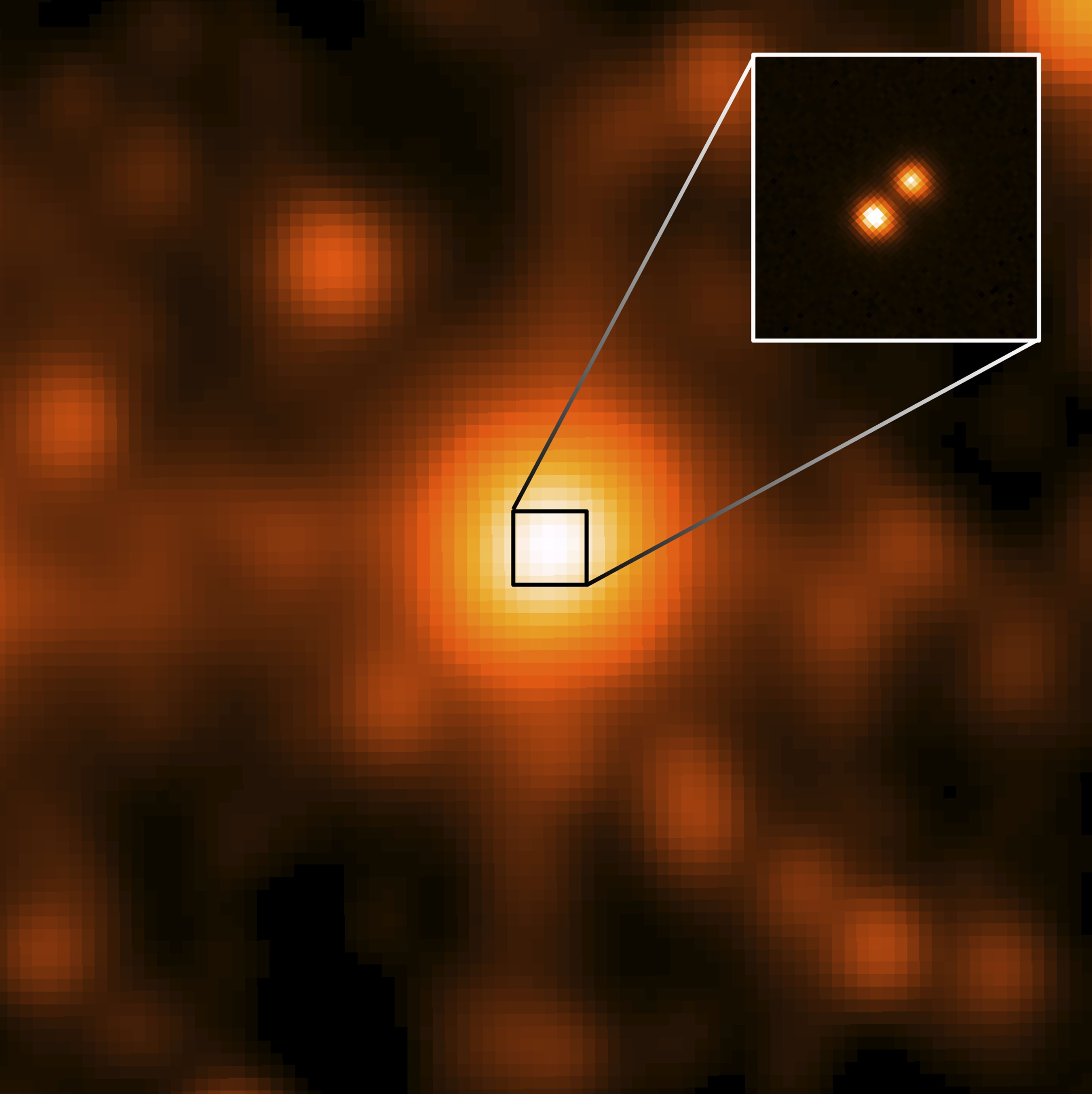
11 martie: Este descoperit sistemul binar de pitice cenușii Luhman 16 (WISE 1049-5319) la o distanță de 6,5 ani-lumină de Terra - cel mai apropiat sistem stelar care a fost descoperit din 1916.

- 11 martie – Astronomii descoperă sistemul binar de pitice cenușii Luhman 16 (WISE 1049-5319) la o distanță de 6,5 ani-lumină de Terra - cel mai apropiat sistem stelar care a fost descoperit din 1916.[19]
- 12 martie – Japonia devine prima țară care a extras cu succes gaz natural din depozitele de hidrat de metan în larg.[20]
- 13 martie – ALMA, cel mai puternic radiotelescop din lume,  devine complet operațional în nordul Chile.[21]
- 18 martie – Dacă temperaturile medii globale vor crește cu doar 2 °C, numărul de furtuni extreme precum uraganul Katrina va crește de zece ori, potrivit noilor cercetări.[22]
- 19 martie – Genomul Omului de Neanderthal este secvențiat de oamenii de știință germani de la un os al degetului de la picior găsit în sudul Siberiei.[23]
- 21 martie – Echipa de cercetare aflată în spatele sondei cosmologice Planck publică harta radiației cosmice de fond a misiunii.[24] Harta sugerează că Universul este puțin mai vechi decât se credea; potrivit echipei, Universul are 13,798 ± 0,037 miliarde de ani și conține 4,9% materie obișnuită, 26,8% materie întunecată și 68,3% energie întunecată.[25] De asemenea, constanta Hubble a fost măsurată a fi 67,80 ± 0,77 (km/s)/Mpc.[24][25]
- 22 martie – La cea de-a 44-a Conferință anuală de știință lunară și planetară, oamenii de știință anunță descoperirea primului meteorit cunoscut care provine de pe Mercur. Roca verde, cunoscută sub numele de NWA 7325, este estimată la o vehime de 4,56 miliarde de ani.[26]
- 24 martie – Oamenii de știință descoperă mutații în 26 de gene despre care se crede că sunt responsabile pentru cancerul esofagian, o descoperire care ar putea duce la noi tratamente medicamentoase pentru boală.[27]
- 27 martie  – O nouă metodă potențială de pierdere în greutate este descoperită, după ce s-a obținut o reducere în greutate de 20% la șoareci prin simpla modificare a florei intestinale.[28]

### Aprilie
- 3 aprilie

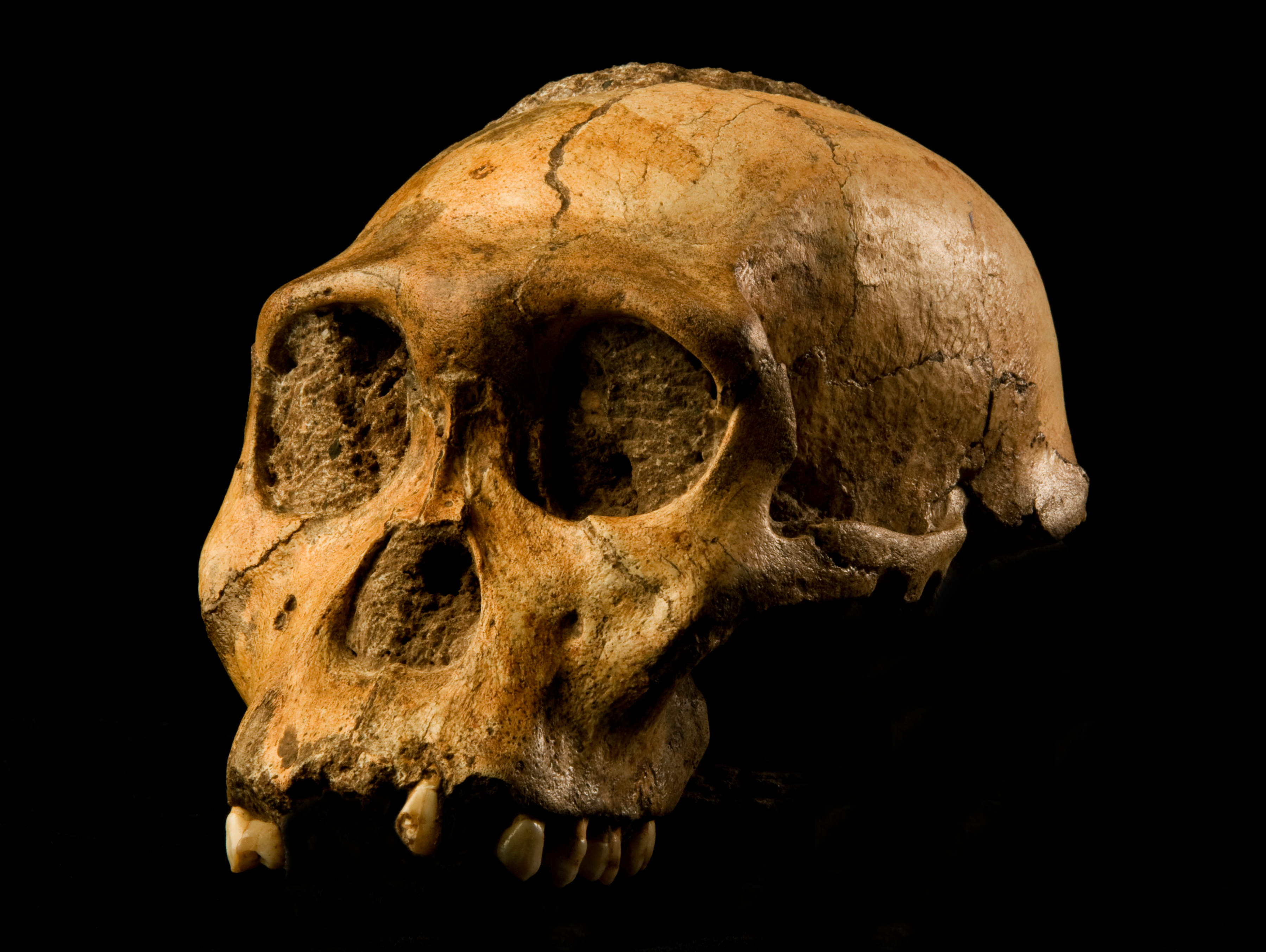
12 aprilie: Oamenii de știință reconstruiesc scheletul hominidului antic Australopithecus sediba, descoperind că deținea un amestec unic de trăsături umane și caracteristici asemănătoare maimuțelor mari.

  - Oamenii de știință NASA raportează că indicii de materie întunecată ar fi putut fi detectate de spectrometrul de pe Stația Spațială Internațională.[29][30] Potrivit oamenilor de știință, „primele rezultate din spectrometrul alfa magnetic transmis prin spațiu confirmă un exces neexplicat de pozitroni cu energie mare în razele cosmice legate de Pământ”.[31]
  - NASA afirmă că substanțe chimice organice complexe ar putea exista pe Titan, un satelit al lui Saturn, pe baza unor studii care simulează atmosfera lui Titan.[32]
- 4 aprilie – Oamenii de știință construiesc o imprimantă 3D care poate crea materiale foarte similare cu țesutul uman .[33]
- 12 aprilie – Oamenii de știință reconstruiesc scheletul hominidului antic Australopithecus sediba, descoperind că deținea un amestec unic de trăsături umane și caracteristici asemănătoare maimuțelor mari.[34]
- 26 aprilie – În urma testelor de laborator ale fierului topit, oamenii de știință europeni au stabilit că nucleul interior al Pământului are o temperatură de 6.000 de grade Celsius, cu 1.000 de grade mai cald decât s-a crezut anterior. Această descoperire poate ajuta la explicarea motivului pentru care planeta are un câmp geomagnetic atât de puternic.[35]
- 29 aprilie – Nava spațială Cassini a NASA fotografiază un uragan enorm pe Saturn, de peste 20 de ori mai mare decât uraganul terestru mediu.[36]

### Mai

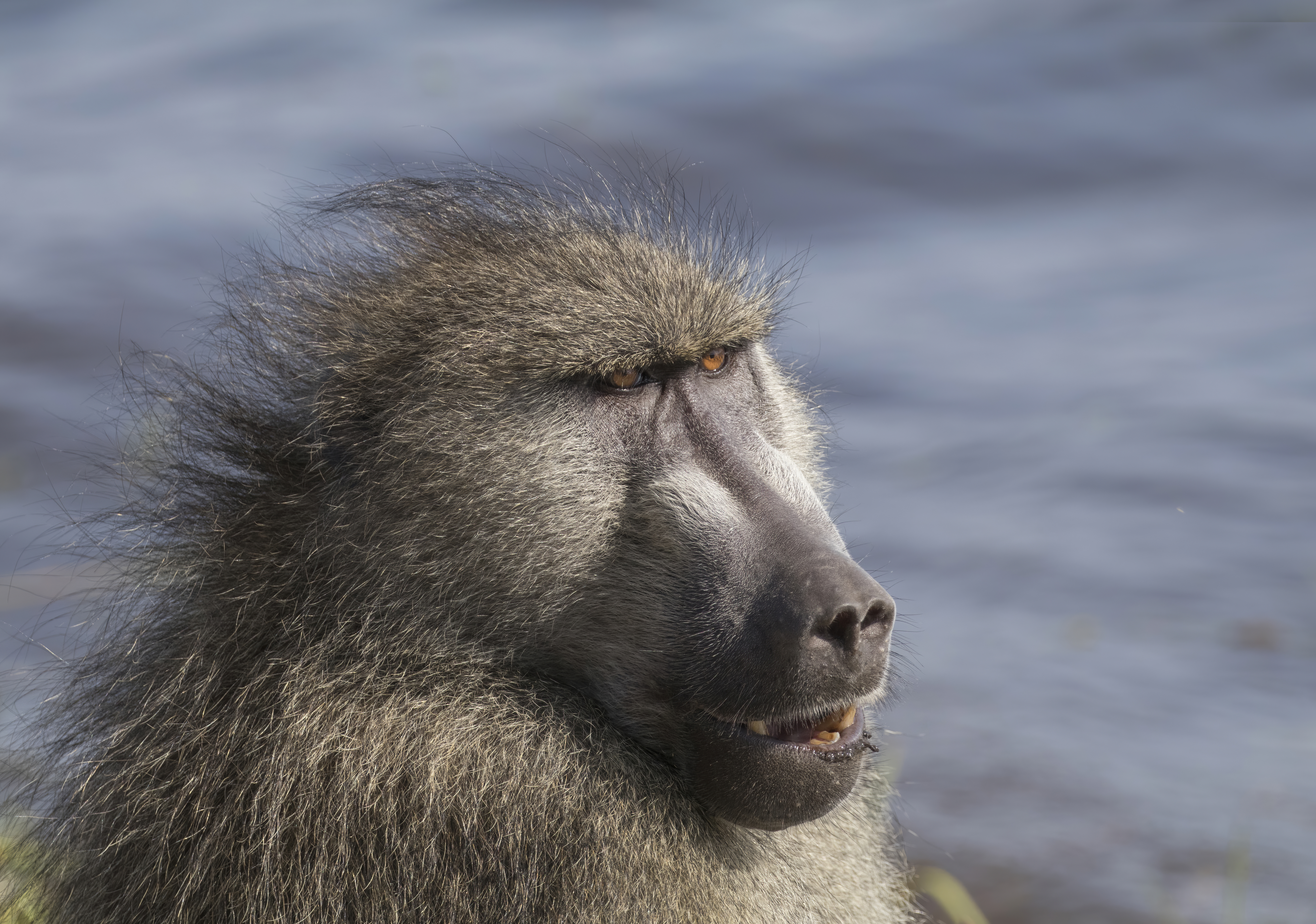
15 mai: Patru gene implicate în colesterolul „rău” au fost identificate la babuini, o constatare care ar putea deschide calea către noi medicamente pentru a preveni bolile de inimă umană.

- 3 mai – Oamenii de știință anunță descoperirea unui dinozaur teropod carnivor, necunoscut anterior, Aorun zhaoi, care a trăit acum aproximativ 161 de milioane de ani. Este cel mai vechi coelurosaur descoperit până în prezent.[37]
- 9 mai – Într-o descoperire pe care o descriu drept „uriașă”, cercetătorii au identificat o proteină care reduce dimensiunea și grosimea inimii la șoareci. Acest lucru ar putea oferi un mod de a trata insuficiența cardiacă și îmbătrânirea la om.[38]
- 10 mai – Concentrația de dioxid de carbon (CO2) din atmosfera Pământului atinge o etapă simbolică, trecând 400 ppm (părți pe milion) pentru prima dată în istoria umană.[39][40]
- 15 mai – Patru gene implicate în colesterolul „rău” au fost identificate la babuini, o constatare care ar putea deschide calea către noi medicamente pentru a preveni bolile de inimă umană.
- 16 mai – Un nou record mondial a fost obținut în transferul de date wireless, 40 Gbit/s transferate la 240 GHz pe o distanță de un kilometru.[41]
- 29 mai – Oamenii de știință ruși anunță descoperirea sângelui de mamut și a țesutului muscular bine conservat de la un exemplar feminin adult din Siberia.[42]

### Iunie
- 4 iunie

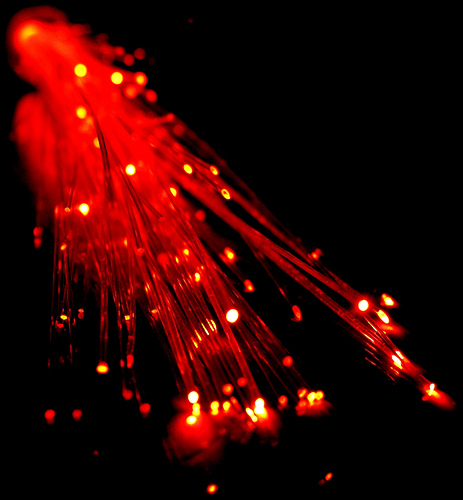
27 iunie: Cercetătorii induc fascicule „ușoare răsucite” din fibre optice, ceea ce permite transferul de date extrem de mare.

  - O șopârlă preistorică recent descoperită, Barbaturex morrisoni, poartă numele cântărețului Jim Morrison (The Doors), care s-a numit „Regele șopârlă”.[43]
  - China a creat cel mai rapid supercomputer din lume, Tianhe-2.[44] După 3 ani recordul a revenit unui alt supercomputer chinez.
- 6 iunie – Oamenii de știință afirmă că majoritatea păsărilor masculine nu au penis. Ei ejaculează sperma dintr-o deschidere numită cloacă, care este folosită și pentru excretarea urinei și a materiilor fecale.[45][46]
- 10 iunie – Un nou ascensor de Zgârie-nori este demonstrat folosind cabluri din fibră de carbon pentru a atinge înălțimi de 1.000 de metri sau mai mari într-o singură călătorie, fără ca pasagerii să fie nevoiți să schimbe ascensoarele.[47][48]
- 19 iunie  – Oamenii de știință susțin că animalele de laborator „rezistente la cancer”, cum ar fi șobolanul-cârtiță golaș, nu face cancer deoarece produce un „acid hialuronic cu masă moleculară extrem de ridicată”, care este de peste cinci ori mai mare decât la oamenii predispuși la cancer sau la animale de laborator susceptible de cancer.[49][50]
- 27 iunie  – Oamenii de știință demonstrează o fibră optică care folosește „lumina răsucită” pentru a transmite cantități masive de informații, revoluționând domeniul transferului de date. Fibra prototipului a fost capabilă să transmită date la viteze de peste un terabit pe secundă.[51][52]

### Iulie
- 15 iulie

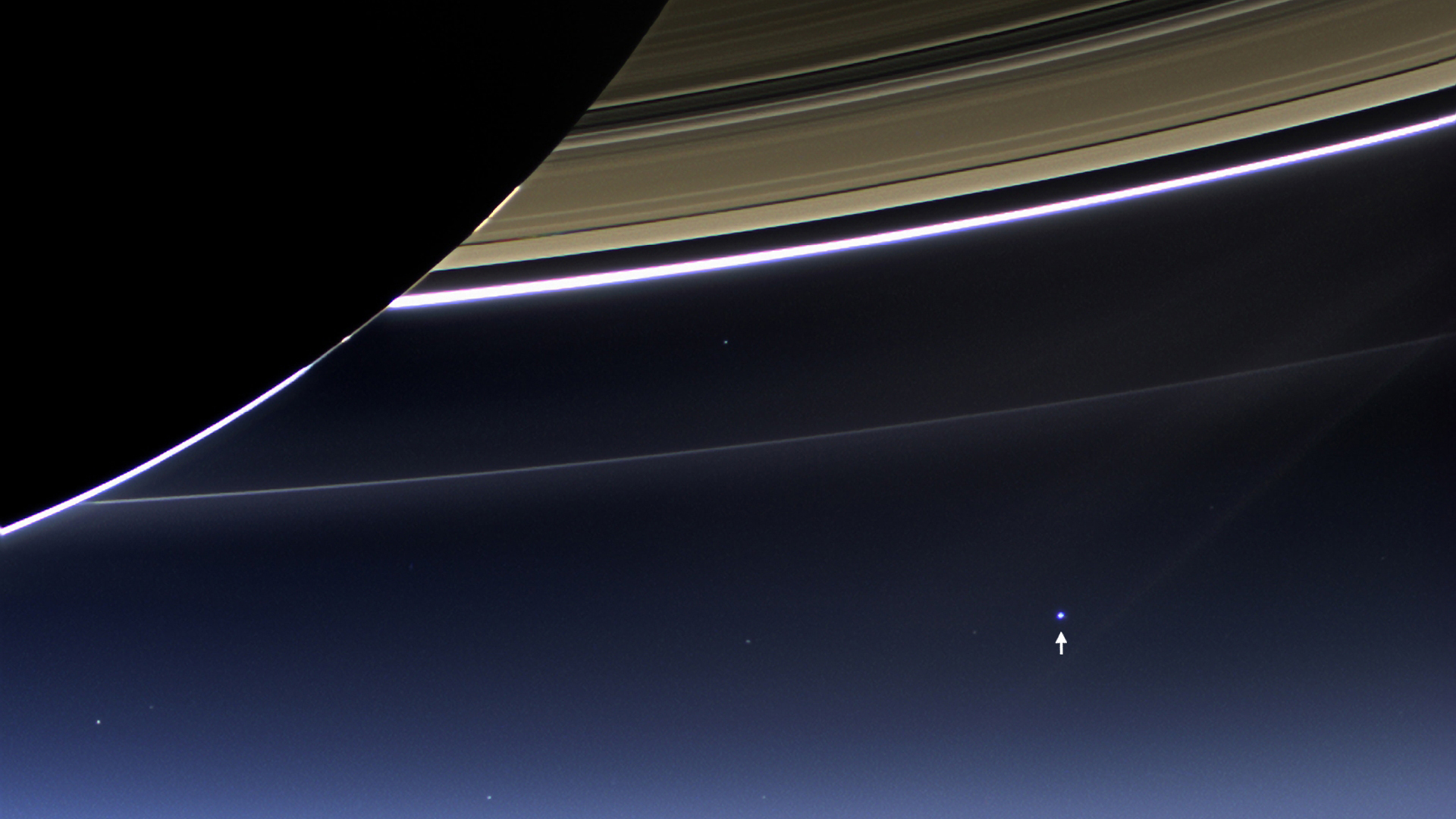
19 iulie: Nava spațială Cassini a NASA fotografiază Pământul și Luna de pe orbita lui Saturn.

  - Oamenii de știință secvențează genomii a 201 specii de microbi pentru a înțelege mai detaliat ecosistemul microbian al Pământului.[53]
  - Telescopul spațial Hubble fotografiază un stelit nou al lui Neptun, 14 fiind descoperite până în prezent. Se estimează că are doar 19 km dimensiune.[54]
- 19 iulie
  - Cercetătorii japonezi confirmă faptul că neutrinii de tip miuon se pot întoarce spontan la tipul de electroni, explicând potențial dezechilibrul materiei și antimateriei în timpul Big Bang.[55]
  - Pentru a treia oară în istorie, Pământul este fotografiat din sistemul solar exterior. Nava spațială Cassini a NASA fotografiază Pământul și Luna de pe orbita lui Saturn.[56]

### August
- 15 august
  - Pentru prima dată în 35 de ani, o nouă specie de mamifer carnivor - olinguito - a fost descoperită în emisfera vestică.[57]
  - NASA anunță că observatorul spațial Kepler nu poate fi recuperat complet. Sunt luate în considerare noi misiuni.[58][59][60]
  - Biologii de la Universitatea Tel Aviv publică un studiu privind comportamentul homosexual în rândul speciilor de insecte.[61]
- 27 august – NASA raportează că  roverul Curiosity a folosit un sistem de navigație autonom (sau „autonav” - capacitatea roverului de a decide singur cum să conducă în siguranță) pe un teren necunoscut pentru prima dată.[62]

### Septembrie
- 11 septembrie

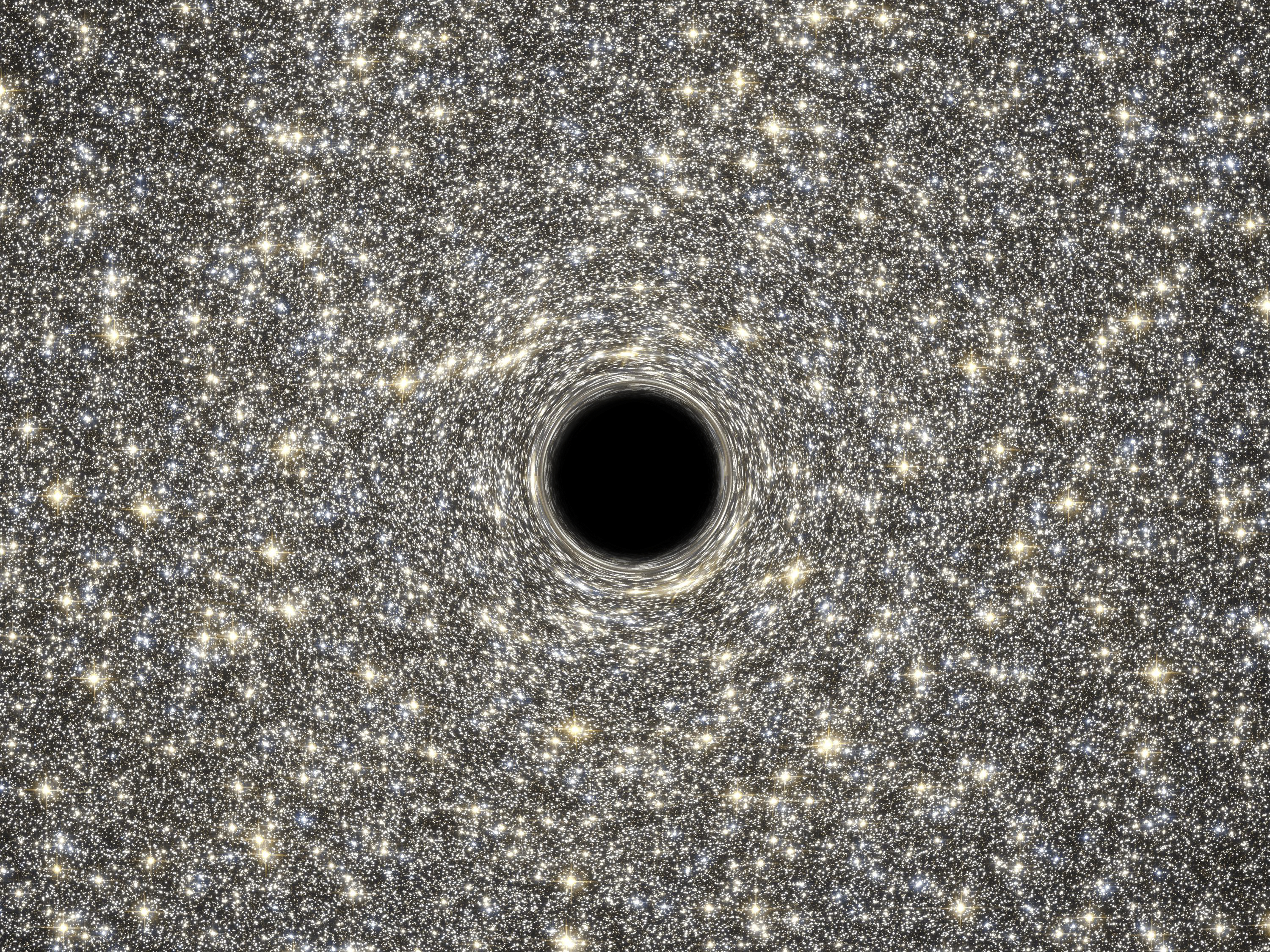
24 septembrie: Astronomii au descoperit cea mai densă galaxie cunoscută, cu peste 10.000 de stele aglomerate în patru ani-lumină. În imagine concept artistic al unei găuri negre supermasive în mijlocul galaxiei M60-UCD1.

  - Conform unui nou studiu, trei râuri străvechi ar fi putut să străbată odată Sahara, permițând oamenilor timpurii să treacă din Africa în Mediterana acum aproximativ 100.000 de ani.[63]
  - Copacii își accelerează ciclurile de viață ca răspuns la schimbările climatice, susținând rezultatele unui studiu anterior.[64]
- 12 septembrie – NASA anunță că Voyager 1 a părăsit oficial Sistemul Solar, după ce și-a început călătora în 1977.[65][66][67]
- 14 septembrie – Agenția de explorare aerospațială din Japonia (JAXA) a lansat prima rachetă Epsilon, o nouă generație de vehicule de lansare mai mici și mai ieftine.[68]
- 19 septembrie – Oamenii de știință care lucrează cu roverul Curiosity aflat pe planeta Marte raportează „nici o detectare a metanului atmosferic cu o valoare măsurată de 0,18 ± 0,67 ppbv corespunzând unei limite superioare de doar 1,3 ppbv (limită de încredere 95%)" și, ca urmare, concluzionăm că probabilitatea de „activitate microbiană curentă metanogenă pe Marte” este redusă.[69][70][71]
- 24 septembrie  – Astronomii au descoperit cea mai densă galaxie cunoscută, cu peste 10.000 de stele aglomerate în patru ani-lumină.[72]
- 25 septembrie
  - A fost creat primul picior protetic controlat de minte.[73]
  - A fost creată o nouă formă de materie care determină fotonii să se comporte ca o sabie-laser Star Wars.[74]
- 26 septembrie
  - Paleontologii au descoperit o fosilă a celei mai vechi creaturi cunoscute cu un aparat dento-maxilar, care datează de 419 milioane de ani.[75]
  - NASA raportează roverul Curiosity a detectat apă „abundentă, ușor accesibilă” în probele de sol din regiunea Rocknest din Aeolis Palus, în Craterul Gale.[76][77][78][79][80][81] În plus, roverul găsit două tipuri principale de sol: un bob fin tip mafic și un derivat local, granulat grosier de tip felsic.[78][80][82]

### Octombrie

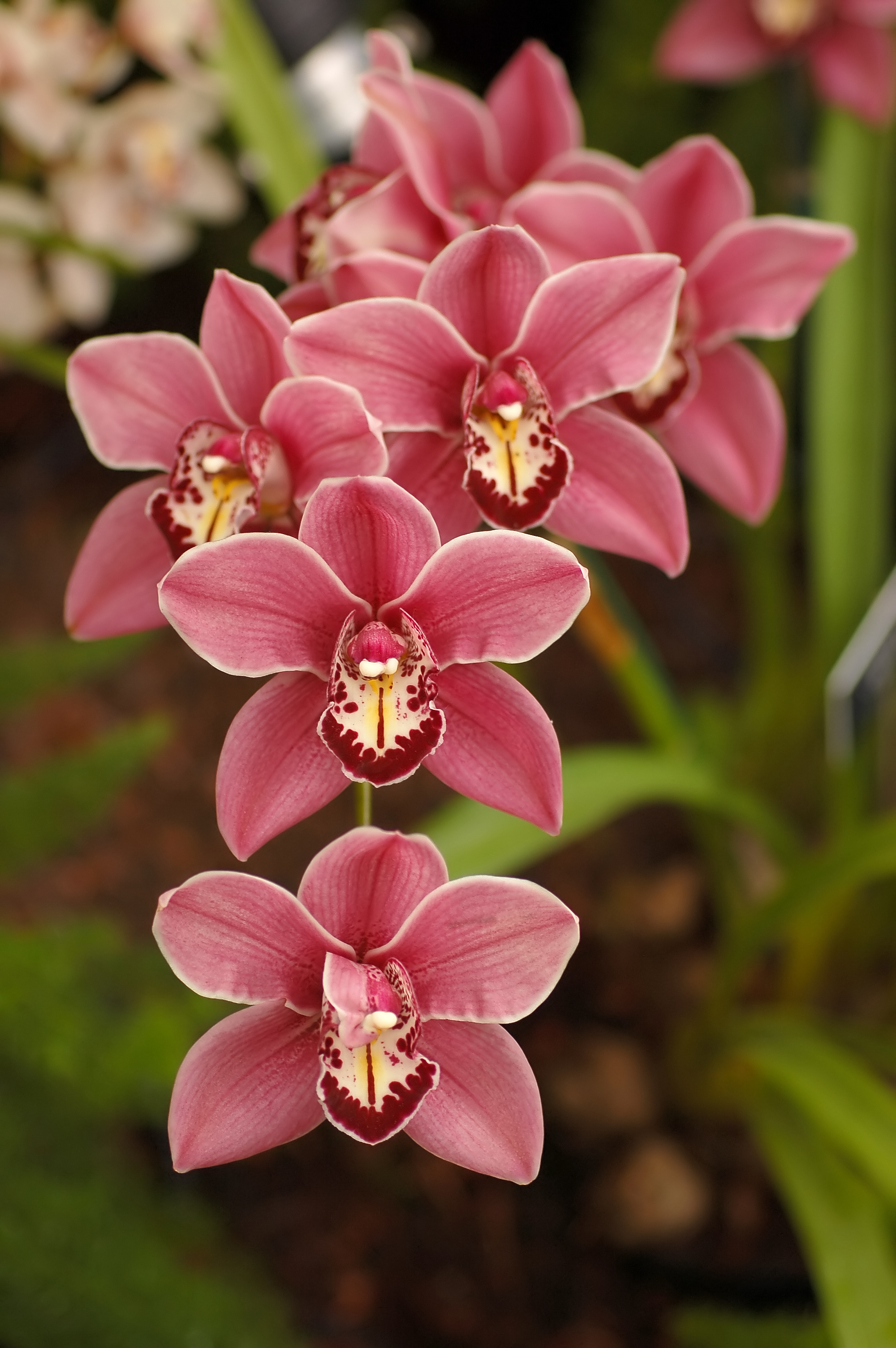
1 octombrie - Noile fosile de boabe de polen arată că plantele cu flori au evoluat cu 100 de milioane de ani mai devreme decât se credea anterior, în Triasicul timpuriu (acum 252 până la 247 de milioane de ani) sau chiar mai devreme.

- 1 octombrie  – Noile fosile de boabe de polen arată că plantele cu flori au evoluat cu 100 de milioane de ani mai devreme decât se credea anterior, în Triasicul timpuriu (acum 252 până la 247 de milioane de ani) sau chiar mai devreme.[83]
- 7 octombrie – Premiul Nobel pentru Medicină a fost acordat lui James Rothman, Randy Schekman și Thomas Südhof, pentru descoperirea celulelor care constituie un sistem de poziționare în creier.[84]
- 8 octombrie – Premiul Nobel pentru Fizică a fost acordat lui François Englert și Peter Higgs „pentru descoperirea teoretică a unui mecanism care contribuie la înțelegerea originii masei particulelor subatomice, care a fost recent confirmată prin descoperirea particulei fundamentale prezise, în experimentele ATLAS și CMS, la Large Hadron Collider de la CERN”.[85]
- 9 octombrie – Premiul Nobel pentru Chimie a fost acordat lui Arieh Warshel, Martin Karplus și Michael Levitt „pentru dezvoltarea de modele multiscale pentru sisteme chimice complexe“.[86]
- 16 octombrie
  - Autoritățile ruse ridică de pe fundul lacului Chebarkul un fragment mare, cu o greutate totală de 654 kg din meteoritul Chelyabinsk, un obiect din apropierea Pământului care a intrat în atmosfera Terrei deasupra Rusiei la 15 februarie 2013.[87][88]
  - Cercetătorii au identificat 127 de gene mutante în mod repetat, care par să conducă la dezvoltarea și progresia unei serii de tumori în organism.[89]
- 17 octombrie
  - O nouă descoperire de fosile sugerează că Homo habilis, Homo rudolfensis și Homo erectus pot fi toți parte dintr-o singură specie care a evoluat ulterior în oameni.[90]
  - Cercetătorii au arătat că un motiv fundamental pentru somn este curățarea creierului de toxine. Acest lucru este obținut prin îngustarea celulelor creierului pentru a crea goluri între neuroni, permițând fluidului să spele de la un capăt la celălalt.[91]
- 23 octombrie – Astronomii de la Universitatea Texas din Austin au confirmat că galaxia z8 GND 5296 este cea mai îndepărtată (30 de miliarde de ani lumină de Pământ) și cea mai veche galaxie descoperită până în prezent. Galaxia s-a format la 700 de milioane de ani după Big Bang, când Universul avea aproximativ 5% din vârsta actuală de 13,8 miliarde de ani.[92]
- 27 octombrie
  - O echipă internațională de cercetători a dublat numărul cunoscut de gene legate de Alzheimer la 21.[93]
  - S-a realizat un progres în domeniul inteligenței artificiale, cu un nou algoritm software capabil să rezolve CAPTCHA-urile .[94]

### Noiembrie
- 5 noiembrie  – India lansează prima sa sondă spre Marte, Mangalyaan.[95]
- 17 noiembrie  – Primii „mini-rinichi” au fost crescuți din celule stem umane.[96]
- 18 noiembrie – Nava spațială MAVEN este lansată cu succes. Misiunea sa este studierea stării actuale și evoluției atmosferei planetei Marte, și mai exact cum aume a avut loc pierderea acesteia.[97]
- 22 noiembrie  – Paleontologii au descris un dinozaur nou găsit, Siats meekerorum, care a trăit în urmă cu 98 de milioane de ani în Cretacicul târziu. Pe baza analizei unui exemplar juvenil de 11,5 metri lungime, cercetătorii spun că versiunea pentru adulți ar fi putut atinge o lungime de 12 metri, era carnivor și făcea parte din familia Neovenatoridae.[98]

### Decembrie

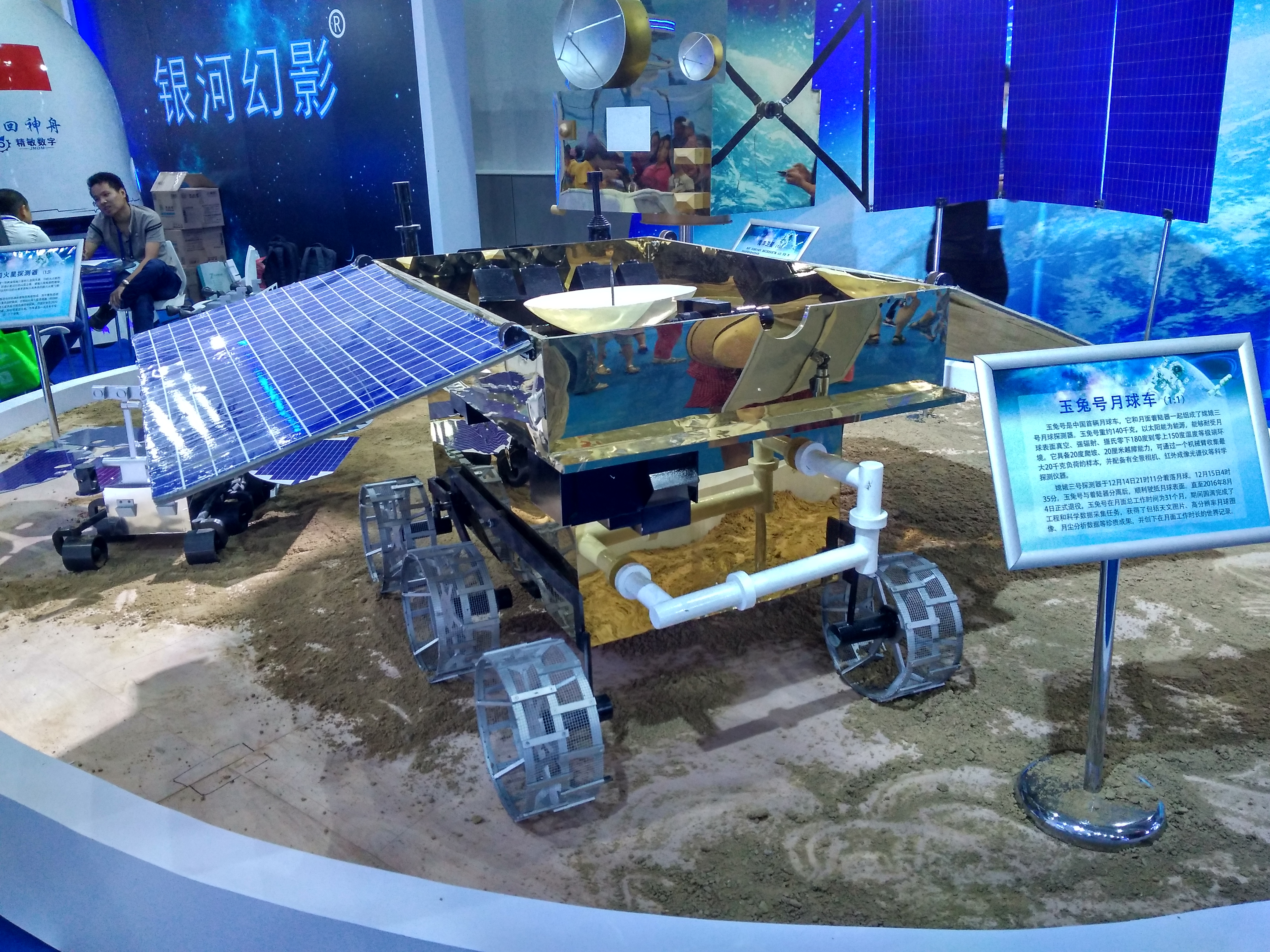
14 decembrie: Rover-ul lunar chinezesc Yutu, parte a misiunii Chang'e 3 aterizează pe Lună, făcând din China a treia țară care realizează o aterizare moale pe Lună. În imagine model al roverul Yutu la scară 1:1

- 1 decembrie  – China lansează misiunea roverului lunar Chang'e 3, cu o aterizare planificată pentru 16 decembrie.[99]
- 4 decembrie  – Oamenii de știință raportează rezultatele celui mai vechi ADN uman găsit. ADN-ul este de la un femur de Hominini vechi de 400.000 de ani, descoperit în Spania și se potrivește cu ADN-ul Omului de la Denisova care a trăit la mii de kilometri depărtare, în Siberia.[100][101][102]
- 10 decembrie  – S-a înregistrat un nou record de cea mai scăzută temperatură pe Pământ, datele satelitului NASA indicând -94,7 °C (-135,8 °F) într-o regiune a Antarcticii de Est. Recordul anterior a fost de -89,2 °C (-128,6 °F), stabilit în 1983 la stația Vostok.[103]
- 11 decembrie – Supervulcanul care se află sub Parcul Național Yellowstone din Statele Unite are o cameră de magmă de 2,5 ori mai mare decât sugerau estimările anterioare.[104]
- 14 decembrie – Rover-ul lunar chinezesc Yutu, parte a misiunii Chang'e 3 aterizează pe Lună, făcând din China a treia țară care realizează o aterizare moale pe Lună.[105][106]
- 16 decembrie – O echipă internațională de cercetători raportează dovezi conform cărora Neanderthalii au practicat un ritual de înmormântare, îngropându-și intenționat morții.[107]
- 19 decembrie – Agenția Spațială Europeană lansează telescopul spațial Gaia.[95]
- 20 decembrie – Profesorul francez Alain Carpentier a dezvoltat prima inimă artificială autoreglabilă, folosind biomateriale și senzori electronici. Dispozitivul a fost implantat cu succes de o echipă de la Spitalul European Georges Pompidou din Paris.[108][109]